# Lophatherum
Lophatherum es un género de plantas herbáceas perteneciente a la familia de las poáceas. Es originario de Asia oriental.

## Etimología
El nombre del género deriva de las palabras griegas lophos (cresta o penacho de pelos) y de ather (barba de trigo, arista), refiriéndose a mechones de barbas en lemas estériles. 

## Otras especies
- Lophatherum annulatum Franch. & Sav.
- Lophatherum dubium Steud.
- Lophatherum elatum Zoll. & Moritzi
- Lophatherum geminatum Baker
- Lophatherum gracile Brongn.
- Lophatherum humile Miq.
- Lophatherum japonicum Steud.
- L. sinense Rendle
- Lophatherum zeylanicum Hook.f.